# Повнометражний фільм
Повнометра́жний фільм — тип фільму, який виділяють на противагу короткометражному.
Серед кіноекспертів немає консенсусу щодо того, якого хронометражу має бути фільм, аби підпадати під визначення «повнометражний». Американська Академія кінематографічних мистецтв і наук, Американський інститут кіномистецтва та Британський інститут кінематографії визначають повнометражний фільм як такий, що триває 40 хвилин та більше. Британська академія телебачення та кіномистецтва та Гільдія кіноакторів США вважають, що повнометражний фільм повинен бути не коротшим за, відповідно, 70 та 80 хвилин. Згідно з українською енциклопедією «Кінословник. Терміни. Визначення. Жарґонізми» повнометражний фільм має тривати 90 хвилин і більше.

## Історія
З 1922 по 1970 рік, США та Японія робили найбільше повнометражних фільмів. З 1971 року найбільше повнометражних фільмів випускає Індія. Першим повнометражним фільмом вважають «Історія банди Келлі» (Австралія).